# Тельновское
Тельновское — село в Углегорском городском округе Сахалинской области России.

## География
Село находится на берегу Татарского пролива, на расстоянии 35 км от города Углегорск, административного центра района.

## История
До 1945 года принадлежало японскому губернаторству Карафуто и называлось Китакодзава (яп. 北小沢). После передачи Южного Сахалина СССР посёлок 15 октября 1947 года был назван в честь советского офицера И. Н. Тельнова, погибшего здесь в бою с японцами. В 1947—2004 годах имело статус посёлка городского типа и носило название Тельновский.

## Население
| 1959 | 1970 | 1979 | 1989 |
| ---- | ---- | ---- | ---- |
| 5616 | 4049 | 3176 | 2802 |

| 2002 | 2010 | 2013 | 2021 |
| ---- | ---- | ---- | ---- |
| 220  | ↘112 | ↘92  | ↘25  |

Половой состав
Согласно результатам переписи 2002 года, в населённом пункте проживало 220 человек (118 мужчин и 102 женщины).

## Известные уроженцы
- Копылов, Николай Дмитриевич (род. 1950) —  советский и российский певец (баритон). Народный артист Российской Федерации.